# Авіон (Оренсе)
Авіон (гал. Avión, ісп. Avión) — муніципалітет в Іспанії, у складі автономної спільноти Галісія, у провінції Оренсе. Населення — 2610 осіб (2009).
Муніципалітет розташований на відстані близько 440 км на північний захід від Мадрида, 34 км на захід від Оренсе.
Муніципалітет складається з таких паррокій: Абеленда, Ам'юдаль, Авіон, Баїсте, Барросо, Коркорес, Кортегасас, Коусо, Ньєва.

## Демографія
Динаміка населення (INE ):

## Галерея зображень

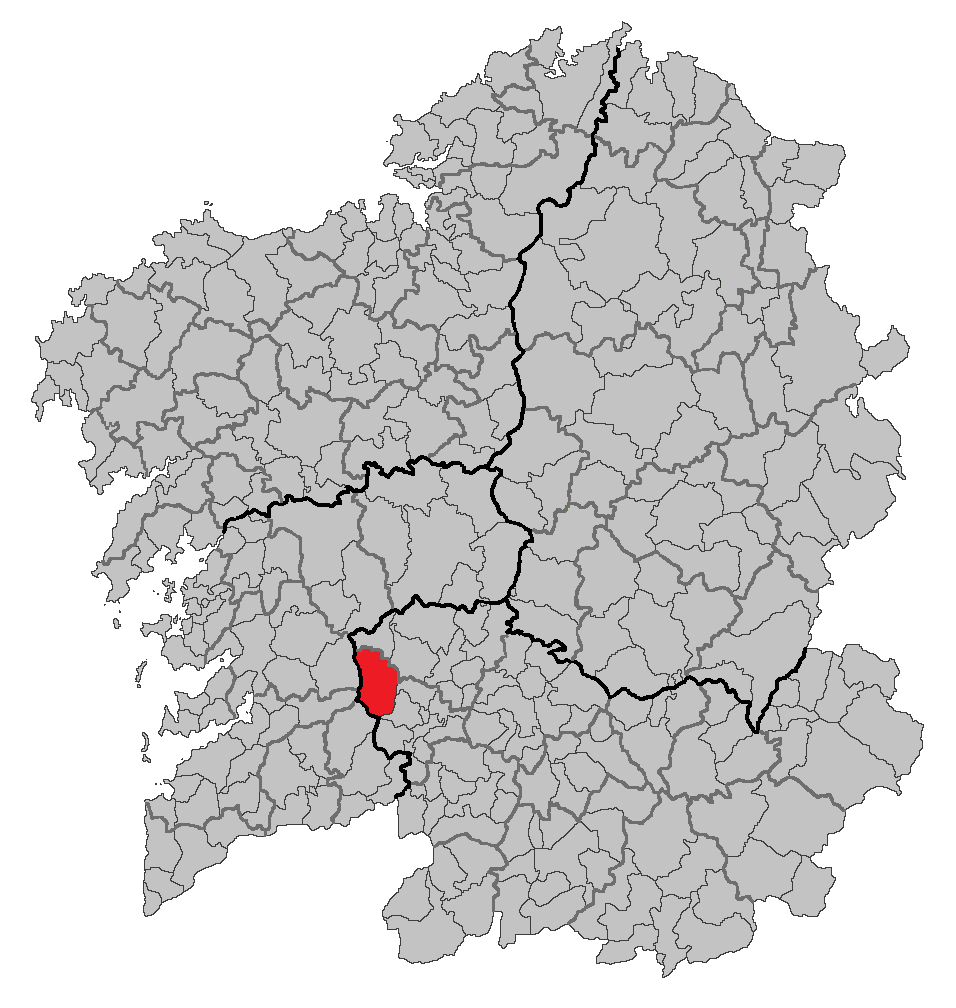
Розташування муніципалітету